# FIFA Puskás Award 2013
Il FIFA Puskás Award 2013, quinta edizione del premio per il gol ritenuto più bello dell'anno, è stato vinto da Zlatan Ibrahimović per la rete segnata con la maglia della Nazionale svedese contro l'Inghilterra il 13 novembre 2012. Il giocatore svedese ha ricevuto il 48,7% dei voti espressi nella seconda fase del sondaggio, a cui hanno partecipato i tre calciatori più votati nella prima fase.

## Classifica
| Pos.             | Giocatore           | Squadra         | Avversario      | Risultato | Competizione                                                | Percentuale |
| ---------------- | ------------------- | --------------- | --------------- | --------- | ----------------------------------------------------------- | ----------- |
| 1                | Zlatan Ibrahimović  | Svezia          | Inghilterra     | 4–2       | Amichevole                                                  | 48,7%       |
| 2                | Nemanja Matić       | Benfica         | Porto           | 2–2       | Primeira Liga 2012-2013                                     | 30,8%       |
| 3                | Neymar              | Brasile         | Giappone        | 3-0       | Fase a gironi della Confederations Cup 2013                 | 20,5%       |
| Non classificati | Peter Ankersen      | Esbjerg         | Aarhus          | 5–1       | Superligaen 2013-2014                                       |             |
| Non classificati | Lisa De Vanna       | Sky Blue        | Boston Breakers | 5–1       | Stagione regolare della National Women's Soccer League 2013 |             |
| Non classificati | Antonio Di Natale   | Udinese         | Chievo          | 3–1       | Serie A 2012-2013                                           |             |
| Non classificati | Panagiōtīs Kone     | Bologna         | Napoli          | 3-2       | Serie A 2012-2013                                           |             |
| Non classificati | Daniel Ludueña      | Pachuca         | Tigres UANL     | 2–1       | Liga MX 2012-2013                                           |             |
| Non classificati | Louisa Nécib        | Olympique Lione | Saint-Étienne   | 5-0       | Division 1 Féminine 2012-2013                               |             |
| Non classificati | Juan Manuel Olivera | Náutico         | Sport Recife    | 2–0       | Secondo turno della Coppa Sudamericana 2013                 |             |